# Некрасова, Яна Анатольевна
Я́на Анато́льевна Некра́сова (род. 10 февраля 1976, Ленинград) — российская кёрлингистка, мастер спорта международного класса, чемпион мира среди смешанных пар, чемпион Универсиады. Участница двух зимних Олимпийских игр (2002 и 2006), 5-кратная чемпионка России.

## Биография
В кёрлинг Яна Некрасова пришла из баскетбола, которым занималась в одной спортшколе с Андреем Кириленко.
С 1996 года выступает за команду СКА (Санкт-Петербург), в составе которой четырежды становилась чемпионкой России и из этого числа один раз (в 2000) — в качестве скипа. Кроме этого ведомая ей армейская команда в период 2001—2009 5 раз становилась серебряным и бронзовым призёром российских первенств.
С 1996 по 2006 годы Некрасова являлась игроком сборной России. За эти 10 лет приняла участие в двух зимних Олимпиадах, четырёх чемпионатах мира, восьми чемпионатах Европы, а также в зимней Универсиаде 2003 года, на которой выиграла золотые медали. В сборной Некрасова выступала на позиции свипера, кроме чемпионата Европы 2001 года, где выполняла функции вице-скипа.
В апреле 2010 года Яна Некрасова совместно с Петром Дроном выиграла чемпионат мира среди смешанных пар, проходивший в Челябинске. В 2008 и 2009 принимала участие в чемпионатах Европы среди смешанных команд (микст).
Является выпускницей Санкт-Петербургского государственного университета физической культуры имени П. Ф. Лесгафта, преподавала в нём как аспирант кёрлинг и баскетбол.

## Достижения

### Со сборными
- Чемпионат мира по кёрлингу среди женщин: 9-е место (2013).
- Двукратная участница Олимпийских игр — 2002, 2006.
- Участница чемпионатов мира 2001—2003, 2005.
- Участница чемпионатов Европы 1996, 1998—2004.
- Универсиада: Золото (2003).
- Чемпионат мира по кёрлингу среди смешанных пар: золото (2010).
- Участница чемпионатов Европы среди смешанных команд 2008 и 2009.

### С клубными командами
- 4-кратная чемпионка России[3] — 1996—1998, 2000 (в 2000 — в качестве скипа).
  - двукратный серебряный призёр чемпионатов России — 2001, 2006;
  - трёхкратный бронзовый призёр чемпионатов России — 2005, 2007, 2009.
- серебряный призёр розыгрыша Кубка России — 2009;
  - двукратный бронзовый призёр Кубка России — 2011, 2017.
- Бронзовый призёр Кубка России среди смешанных команд 2008.